# Ilario Preti
Ilario Preti (fl. XX secolo) è stato un calciatore italiano, di ruolo attaccante.

## Carriera
Con la SPAL disputa 65 gare segnando 24 reti nei campionati di Prima Divisione 1922-1923, 1923-1924 e 1924-1925.